# Flavor Flav
William Jonathan Drayton Jr., mera känd som Flavor Flav, född 16 mars 1959 i Roosevelt på Long Island i New York, är en amerikansk rap-artist och dokusåpastjärna. Han var en av grundarna till hiphopgruppen Public Enemy. 

## Biografi
I Public Enemy intog han en mer komisk roll som motvikt till Chuck Ds mer allvarliga och politiska profil. Ett av hans kännetecken blev under Public Enemys första turné att bära en stor klocka fäst i en kedja, som en fortsättning på att det tidigare varit populärt – bland hiphoppare i hans vänkrets på Long Island – att bära stoppur. 
Den första låten där han rappade solo med Public Enemy var "Too Much Posse" på debutalbumet Yo! Bum Rush the Show 1987, men på en singel var det först 1990, "911 Is a Joke". Låten beskrev med svart humor och sarkasm hur amerikanska larmcentralen inte reagerar på anrop från områden med svart majoritet; låten blev en stor hit.
Under mitten av 1990-talet hade Flavor Flav drogproblem och han fråntogs vårdnaden av sina två förstfödda barn. Dessa problem ledde till att Public Enemy låg på is. 
Flavor Flav har under 2000-talet kommit i rampljuset genom att medverka i många dokusåpor, oftast kopplade till amerikanska TV-kanalen VH1. Det mest kända är antagligen hans egen Flavor of love som har gått i två säsonger och visats på TV400. Han har även försökt sig på en situationskomedi, Under One Roof. 

## Diskografi
Soloartist
- 2006 – Hollywood

## Bilder

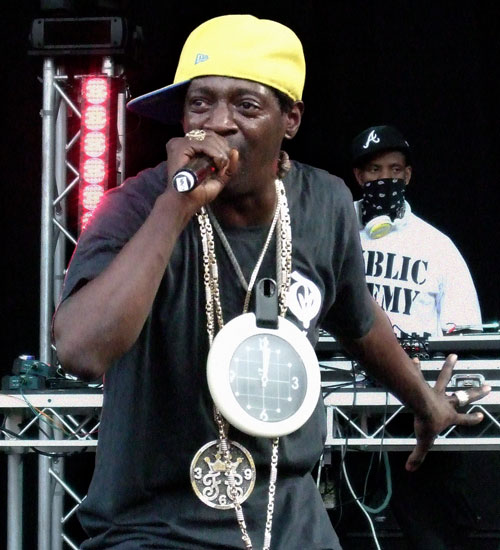
Flavor Flav 2009 vid ett uppträdande i Brisbane.
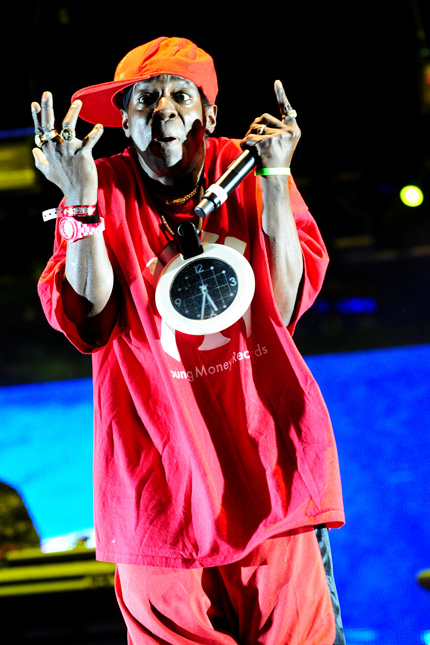
Flavor Flav på Southbound Festival i Västaustralien 2011.